# Johann Simon Mayr
Johann Simon Mayr, italsky Giovanni Simone Mayr, často pouze Simon Mayr (14. června 1763 Mendorf (dnes součást Altmannsteinu, Horní Bavorsko – 2. prosince 1845 Bergamo, Itálie) byl německý skladatel a hudební pedagog žijící v Itálii.

## Život

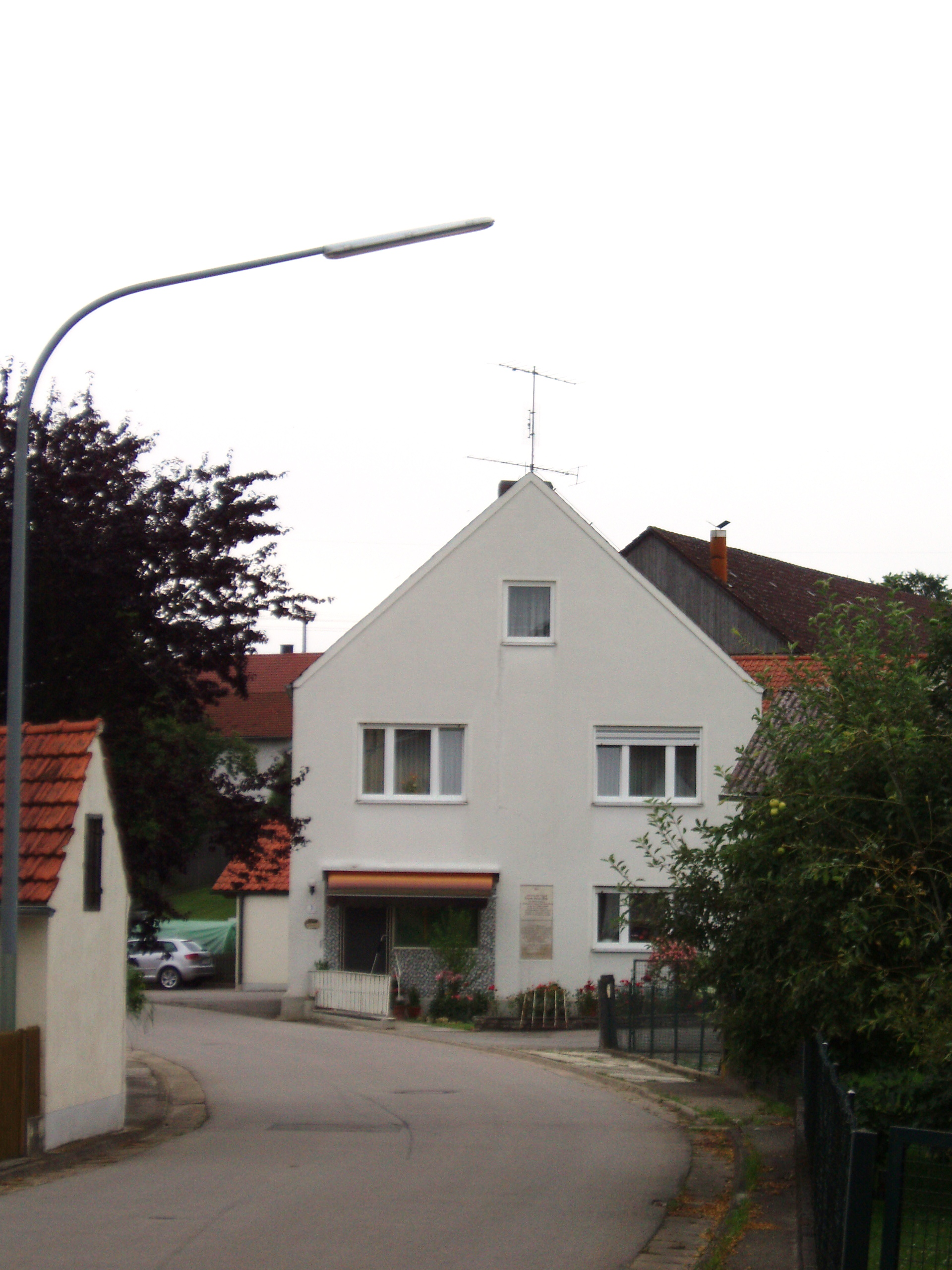
Rodný dům Johanna Simona Mayra v Mendorfu

Johann Simon byl druhým synem z pěti dětí Josefa Mayra, učitele a varhaníka, a Marie Anny Prantmayer, dcery sládka z Augsburgu. Základní hudební vzdělání získal u svého otce. V roce 1769 byl žákem benediktinské klášterní školy ve Weltenburgu a v roce 1774 byl pro mimořádné hudební nadání přijat na jezuitskou kolej v Ingolstadtu. Od roku 1777 pak v Ingolstadtu studoval teologii, filosofii, medicínu, práva a působil i jako varhaník. Jeho první skladby byly publikovány v Řezně v roce 1786, byla to sbírka dvanácti písní s doprovodem klavíru pod názvem Lieder bei dem Clavier zu singen.
V roce 1787 si Mayra povšiml baron Thomas de Bassus a přijal jej jako učitele hudby na svůj zámek Sandersdorf. Thomas Maria Baron de Bassus byl vůdcem iluminátů v Itálii, což byla tajná osvícenská společnost. V roce 1787 bavorská policie zaútočila na zámek Sandersdorf a našla kompromitující dokumenty. Simon Mayr uprchl do Poschiava ve Švýcarsku. V roce 1789 přišel do Bergama. Tam studoval u Carla Lenziho, kapelníka v kostele Santa Maria Maggiore. Nejprve se chtěl vrátit do Ingolstadtu, ale hrabě Pesenti ho přesvědčil, aby zůstal v Itálii a dále studoval v Benátkách u Ferdinanda Bertoniho, kapelníka baziliky svatého Marka, který byl v té době oblíbeným skladatelem oper a duchovní hudby. V Benátkách se seznámil s italskou divadelní scénou a zde také napsal své první oratorium Jacob a Labano fugiens, první mši, nešpory a několik kantát. V roce 1796 se oženil s Angelou Venturali, dcerou benátského obchodníka.
Pro Mayera osobně bylo velmi důležité setkání se skladateli Niccolò Piccinnim a Peterem von Winter, kteří ho přivedli na dráhu operního skladatele. V roce 1794 byla na soukromém představení uvedena jeho první opera Verter (podle románu Goethova Utrpení mladého Werthera. Pro benátský karneval v témže roce napsal operu Sapho. V příštích třiceti letech zkomponoval asi 60 oper, které byly provedeny v celé Evropě. Napoleon Bonaparte mu nabídl post ředitele opery v Paříži, tuto nabídku však Mayr nepřijal. Od roku 1802 až do své smrti působil jako kapelník v chrámu Santa Maria Maggiore v Bergamu, kde také založil hudební školu Lezioni Caritatevoli. Jeho nejvýznamnějším žákem byl Gaetano Donizetti.
V posledních 20 letech svého života komponoval převážně chrámovou hudbu. Na konci svého života oslepl. Zemřel v Bergamu ve věku 82 let. Je pohřben v chrámu Santa Maria Maggiore. Po jeho boku byl o tři roky později uložen i Gaetano Donizetti.

## Dílo

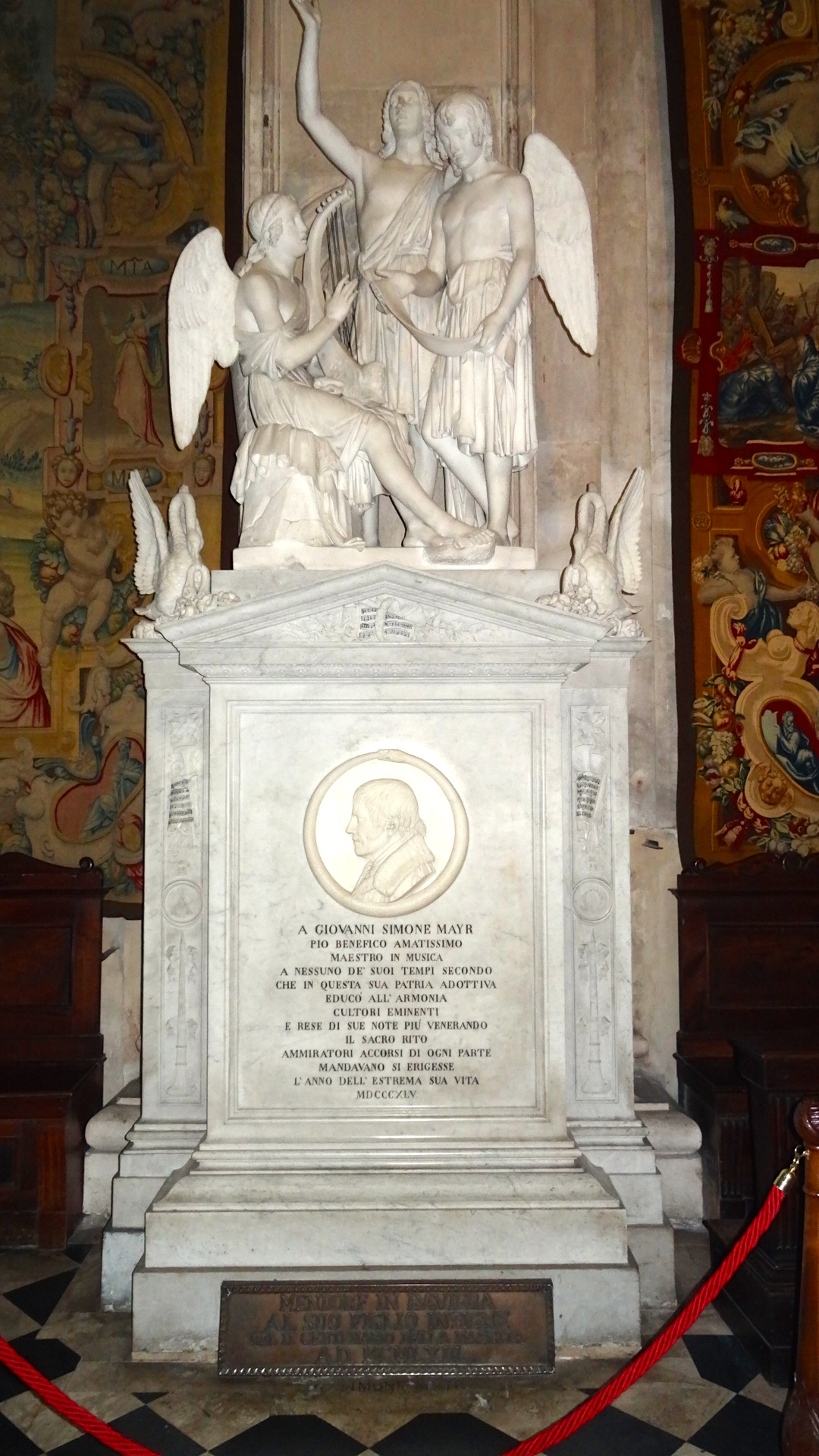
Náhrobek Johanna Simona Mayra

### Opery
- Verter (Benátky, soukromé uvedení, 1794)
- Saffo ossia I riti d'Apollo Leucadio, dramma per musica (Antonio Simone Sografi, 1794 Benátky, Teatro La Fenice)
- Lodoiska, dramma per musica (Francesco Gonella, 1796 Benátky, Teatro La Fenice)
- Un pazzo ne fa cento, dramma giocoso (Giuseppe Maria Foppa, 1796 Benátky, Teatro S. Samuele)
- Telemaco nell'isola di Calipso, dramma per musica (Antonio Simone Sografi, 1797 Benátky, Teatro La Fenice)
- L'intrigo della lettera (Il pittore astratto), farsa (Giuseppe Maria Foppa, 1797 Benátky, Teatro S. Moisè)
- Il segreto (Il matrimonio per concorso), farsa (Giuseppe Maria Foppa, 1797 Benátky, Teatro S. Moisè)
- Lauso e Lidia, dramma per musica (Giuseppe Maria Foppa, 1798 Benátky, Teatro La Fenice)
- Avviso ai maritati, dramma giocoso (Francesco Gonella 1798 Benátky, Teatro S. Samuele)
- Adriano in Siria, dramma per musica (Pietro Metastasio, 1798 Benátky, Teatro S. Benedetto)
- Che originali! (hráno také jako Gli originali, Il pazzo per la musica, La melomane, Il trionfo della musica, Il fanatico per la musica, La musicomania), farsa (Gaetano Rossi, 1798 Benátky, Teatro S. Benedetto)
- Amor ingegnoso, farsa (Caterino Mazzolà, 1798 Benátky, Teatro S. Benedetto)
- L'ubbidienza per astuzia, farsa (Caterino Mazzolà, 1798 Benátky, Teatro S. Benedetto)
- Adelaide di Guesclino, dramma di sentimento (Gaetano Rossi, 1799 Benátky, Teatro La Fenice; 1802 Praha)
- L'accademia di musica, farsa (Gaetano Rossi, 1799 Benátky, Teatro S. Samuele)
- Labino e Carlotta, farsa (hráno také pod názvy Werter e Carlotta, Sabino e Carlotta, Gaetano Rossi, 1799 Benátky, Teatro S. Benedetto)
- L'avaro, farsa (Giuseppe Maria Foppa, 1799 Benátky, Teatro S. Benedetto)
- La Lodoiska, dramma per musica (Gaetano Rossi, 1799 Milán, Teatro alla Scala)
- Lodoiska, opera semiseria (podle J. E. Bedè, 1800 Parma, neprovedeno)
- Gli sciti, dramma per musica (Gaetano Rossi, 1800 Benátky, Teatro La Fenice)
- La locandiera, dramma giocoso (Gaetano Ross, 1800 Vicenza, Teatro Berico)
- Il caretto del venditore d'aceto, farsa (hráno také jako L'oro fa tutto, L'acetaio, Il barile portentoso, Giuseppe Maria Foppa, 1800 Benátky, Teatro S. Angelo)
- L'equivoco ovvero Le bizzarie dell'amore, dramma giocoso (hráno také jako I due viaggiatori, I castelli in aria ossia Gli amanti per accidente, Giuseppe Maria Foppa, 1800 Milán, Teatro alla Scala)
- L'imbroglione e il castigamatti, farsa (Giuseppe Maria Foppa, 1800 Benátky, Teatro S. Moisè)
- Ginevra di Scozia, dramma eroico per musica (hráno také jako Ariodante; Ginevra von Schottland a Gaetano Rossi, 21801 Triest, Teatro Nuovo [zur Eröffnung dieses Theaters])
- La due giornate, dramma eroicomico per musica (Giuseppe Maria Foppa, 1801 Milán, Teatro alla Scala)
- Argene, dramma eroica per musica (Gaetano Rossi,1801 Benátky, Teatro La Fenice)
- I virtuosi, farsa (Gaetano Rossi, 1801 Benátky, Teatro S. Luca)
- I misteri eleusini, dramma per musica (hráno také jako Antinoo in Eleusi, Polibete, Giuseppe Bernardoni 1802 Milán, Teatro alla Scala)
- Ercole in Lidia, dramma per musica (Giovanni de Gamerra, 1803 Vídeň, Burgtheater)
- Le finte rivali, melodramma giocoso(Luigi Romanelli, 1803 Milán, Teatro alla Scala)
- Alonso e Cora, dramma per musica (Giuseppe Bernardoni 1803 Milán, Teatro alla Scala)
- Amor non ha ritegno, melodramma eroicomico (hráno také jako La fedeltà delle vedove, Francesco Marconi, 1804 Milán, Teatro alla Scala)
- Elisa ossia Il monte San Bernardo, dramma sentimentale per musica (hráno také jako Il passagio di Monte San Bernardo, Gaetano Rossi, 1804 Benátky, Teatro S. Benedetto)
- Zamori ossia L'eroe dell'Indie, dramma serio per musica (Luigi Prividali, 1804 Piacenza, Teatro Municipale)
- Eraldo ed Emma, dramma eroico per musica (Gaetano Rossi, 1805 Milán, Teatro alla Scala)
- Di locanda in locanda e sempre in sala, farsa (L. Giuseppe Buonavoglia, 1805 Benátky, Teatro S. Moisè)
- L'amor coniugale, farsa sentimentale (hráno také jako Il custode di buon core; Gaetano Rossi, 1805 Padua, Teatro Nuovo)
- La roccia di Frauenstein, melodramma eroico (hráno také jako Gli emigrati di Franconia, Gli americani, Idalide; Gaetano Rossi, 1805 Benátky, Teatro La Fenice)
- Adelasia e Aleramo, melodramma serio (Luigi Romanelli, 1806 Milán, Teatro alla Scala)
- Nè l'uno, nè l'altro, dramma giocoso (A. Anelli, 1807 Milán, Teatro alla Scala)
- Belle ciarle e tristi fatti, dramma giocoso (hráno také jako Imbroglio contro imbroglio; A. Anelli, 1807 Benátky, Teatro L Fenice)
- I cherusci, dramma per musica (Gaetano Rossi, 1808 Řím, Teatro Argentina)
- Un vero originale, burletta per musica (Michelangelo Prunetti, 1808 Řím, Teatro Valle)
- Il ritorno di Ulisse in patria, azione eroica per muscia (Prividali, 1808 Benátky, Teatro La Fenice)
- Raùl di Créqui, melodramma serio (Luigi Romanelli, 1809 Milán, Teatro alla Scala)
- Amor non soffre opposizione, dramma giocoso(Giuseppe Maria Foppa, 1810 Benátky, Teatro S. Moisè)
- L'amor figliale, farsa sentimentale(Gaetano Rossi, 1811 Benátky, Teatro S. Moisè)
- Il sagrifizio d'Ifigenia, azione seria drammatica per musica (Arici, 1811 Brescia, Teatro Grande; přepracovaná verze jako Ifigenia in Aulide, 1820 Palermo, Teatro Carolino)
- Tamerlano, melodramma serio (Luigi Romanelli, Milán, Teatro alla Scala)
- La rosa bianca e la rosa rossa, dramma per musica (hráno také jako Il trionfo dell'amicizia, Felice Romani, 1813 Janov, Teatro S. Agostino)
- Medea in Corinto, melodramma tragico (Felice Romani, 1813 Neapel, Teatro S. Carlo; přepracovaná verze 1823 a 1829 Milán, Teatro alla Scala)
- Elena, dramma eroicomico per musica (Andrea Leone Tottola, 1814 Neapol, Teatro Fiorentini)
- Atar ossia Il Serraglio d'Ormus, melodramma serio (Felice Romani, 1814 Janov, Teatro S. Agostino)
- Le due duchesse ossia La caccia dei lupi, dramma semiserio per musica (Felice Romani, 1814 Milán, Teatro alla Scala)
- Cora, dramma per musica (Francesco Berio di Salsa, 1815 Neapol, Teatro San Carlo)
- Mennone e Zemira, dramma per musica (hráno také jako La figlia dell'aria ossia, La vendetta di Giunone; Luigi Romani, 1817 Neapol, Teatro S. Carlo)
- Amor avvocato, commedia per muscia (?, 1817 Neapol, Teatro Fiorentini)
- Lanassa, melodramma eroico (Gaetano Rossi und Merelli, 1817 Benátky, Teatro La Fenice)
- Danao, tragedia lirica (hráno také jako Le danaide; Luigi Romani, 1818 Řím, Teatro Argentina)
- Alfredo il Grande Re degli Anglo-Sassoni, melodramma serio(Merelli, 1819 Bergamo, Teatro della Società)
- Fedra, melodramma serio (Luigi Romanelli, 1820 Milán, Teatro alla Scala)
- Demetrio, dramma per musica (L. P. Feys?, podle Pietra Metastasia, 1823 Turín, Teatro Regio)

### Kantáty
- Femio, ossia La musica custode della fede maritale (kantáta pro 3 hlasy a orchestr, text Francesco Boaretti, 1791, Benátky)
- Ero (kantáta pro jeden hlas a orchestr, text Giuseppe Maria Foppa, 1793, Benátky)
- Temira e Ariosto (kantáta pro 4 hlasy a orchestr, 1795, Benátky)
- Apelle e Campase (1795, Benátky)
- Le sventure di Leandro (kantáta pro 1 hlas, sbor a orchestr, text della contessa Velo, 1797, Vicenza)
- Traiano all'Eufrate (kantáta pro 3 hlasy sbor a orchestr, text von Angelo Anelli, 1807, Milán)
- Alcide al bivio (cantata per più voci e orch, 1809, Bergamo)
- Cantata per la morte di Haydn (cantata per tenore, più voci e orch, 1809, Bergamo)
- Cantata per le nozze di Napoleone con Maria Luisa d'Austria (cantata per 3 voci, coro e orch, text del conte Carrara-Spinelli, 1810, Bergamo)
- Ferramondo (cantata per 1 voce, coro e orch, text del conte Carrara-Spinelli, 1810, Bergamo)
- Cantata per la nascita del re di Roma (cantata per 3 voci, coro e orch, 1811, Bergamo)
- Numa Pompilio (cantata per 1 voce, coro e orch, text von Muletti, 1811, Bergamo)
- Egeria (kantáta pro hlas, sbor a orchestr, text von C. Arici, 1816, Brescia)
- Annibale (cantata per tenore e orch, 1816, Bergamo)
- Lo spavento (cantata per tenore e orch, 1816, Bergamo)
- La tempesta (cantata per tenore e orch, 1816, Bergamo)
- Le feste d'Ercole (cantata per 1 voce, coro e orch, 1816, Bergamo)
- L'armonia (1816, Bergamo)
- Il sogno di Partenope (melodramma allegorico, testo di Urbano Lampredi, 1817, Neapol)
- Arianna e Bacco (cantata per 1 voce, coro e orch, 1817, Bergamo)
- Arianna e Nasso (cantata per 1 voce e orch, 1818, Neapol)
- Cantata per la morte di Antonio Capuzzi (canta per 2 voci, coro e orch, text Muletti, 1818, Bergamo)
- Inno a Pallade (testo di Vincenzo Monti, 1820, Milán)
- Piccola cantata (cantata per 3 voci, coro e orch, 1822, Bergamo)
- Innalzamento al trono del giovane re Gioas (cantata per soprano, tenore, basso, più voci e orch, 1822)
- La vita campestre (cantata per tenore e orch, 1823, Bergamo)
- L'autunno (1824)
- Cantata per la morte di Beethoven (cantata per 1 voce, coro e orch, 1827, Bergamo)
- Schiera di fausti eventi (cantata per 4 voci, coro e orch, 1838, Bergamo)

Dále 5 kantát pro více sólistů a 31 kantát pro jednoho sólistu.

### Písně
- Přes 40 canzonet, árií, písní a trií pro zpěv a klavír.
- Vokální díla s orchestrem psaná pro hudební školu v Bergamu

### Oratoria
- Iacob e Labano fugiens (1791, Venezia)
- Sisara (1793, Benátky kostel San Lazzaro dei Mendicanti)
- Tobiae matrimonium (1794, Benátky)
- La Passione (1794, Forlì)
- David in spelunca Engeddi (1795, Benátky)
- Il sacrificio di Iefte (1795, Forlì)
- Il ritorno di Jefte, o Il voto incauto (1814, Řím)
- Gioas salvato (1816-17, Palermo)
- Ifigenia in Tauride (1817, FlorenCIE)
- Samuele (1821, Bergamo)
- Atalia (1822, Neapol)
- San Luigi Gonzaga (1822, Bergamo)

### Chrámová hudba
- Mše pro Novaru (1812)
- Mše c-moll pro sóla, sbor a orchestr (1826)
- Mše pro Einsiedeln (1826)

7 Requiem
277 jednotlivých částí mše
28 jednotlivých částí requiem
111 smutečních skladeb
159 nešpor
14 antifon
29 skladeb pro Svatý týden
13 motet

### Instrumentální hudba
Orchestrální hudba
- 57 symfonií
- 2 koncertantní symfonie
- 2 koncerty pro klavír
- 2 balety
- 3 intermezza
- 3 pochody
- 1 koncertní věta pro violu

Komorní hudba
- 3 sonáty pro klavír a jiné hudební nástroje
- 8 sonát pro dechy
- 13 septet pro dechové nástroje
- 3 okteta pro dechové nástroje
- 2 septeta pro smyčce a dechové nástroje
- Smyčcový kvintet
- 4 klavírní sonáty
- 10 symfonií pro klavír
- 58 etud
- 10 divertiment
- Sonáta pro varhany
- 2 symfonie pro varhany